# Häfelfingen
Häfelfingen est une commune suisse du canton de Bâle-Campagne, située dans le district de Sissach. Avec 1001 m d'altitude, le sommet du Wisenberg est le point culminant le la commune.

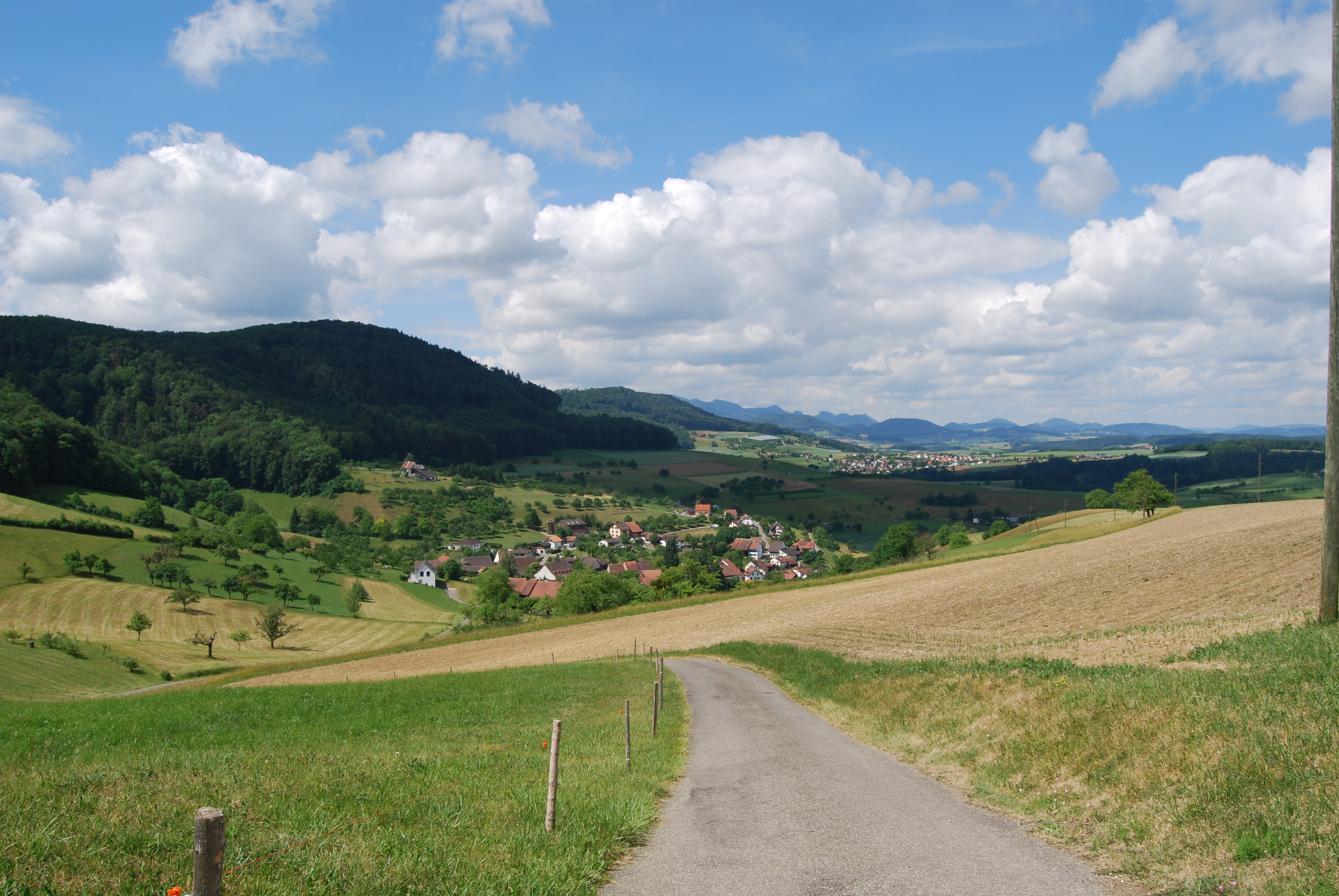
Häfelfingen

Vue aérienne de 3000 m par Walter Mittelholzer (1920)